# From Time to Time (album)
From Time to Time è l'album in studio di esordio del gruppo musicale rock britannico Visible Faith pubblicato nel 1994.

## Tracce
Lato A
1. Inspiration – 6:02
2. I Don't Wanna Wait (Hensley) – 5:49
3. There Comes a Time (Hensley) – 5:26
4. The Name of the Game (Hensley) – 5:03
5. Who Will Sing for You (Hensley) – 3:57
6. Cold Autumn Sunday (Hensley) – 4:54
7. Longer Shadows (Hensley) – 5:57
8. Black Hearted Lady (Hensley) – 5:45
9. Take Care (Hensley) – 4:54
10. Longer Shadows (Hensley) – 5:57
11. Guilty (Hensley) – 5:45
12. Does Anything Matter (Hensley) – 5:57
13. If I Had the Time (Hensley) – 5:45

## Formazione
- Dave Kilminster, voce, chitarra
- Ken Hensley, tastiera
- Martin Orford, tastiera
- Lee Kerslake, batteria